# Amenoncourt
Amenoncourt [amnɔ̃kuʁ] ist eine französische Gemeinde mit 87 Einwohnern (Stand 1. Januar 2022) im Département Meurthe-et-Moselle in der Region Grand Est (vor 2016 Lothringen). Sie gehört zum Arrondissement Lunéville und zum Kanton Baccarat.

## Geografie
Die Gemeinde liegt etwa 38 Kilometer ostsüdöstlich von Nancy. Nachbargemeinden sind Avricourt im Norden, Igney im Osten, Autrepierre im Süden und Leintrey im Westen.

## Geschichte
Archäologische Untersuchungen haben hier gallorömische Siedlungsreste hervorgebracht.

## Bevölkerungsentwicklung
| Jahr                       | 1793 | 1851 | 1962 | 1968 | 1975 | 1982 | 1990 | 1999 | 2005 | 2019 |
| Einwohner                  | 230  | 309  | 112  | 123  | 97   | 84   | 91   | 96   | 99   | 83   |
| Quellen: Cassini und INSEE |      |      |      |      |      |      |      |      |      |      |

## Verkehr
Die Nationalstraße N 4 führt wenige Kilometer südlich an der Gemeinde vorbei. 

## Sehenswürdigkeiten
- Dorfkirche Saint-Clément aus dem 18. Jahrhundert mit romanischem Turm
- Kriegerdenkmal
- Kalvarien an der Kirche
- Brunnen

Quelle:

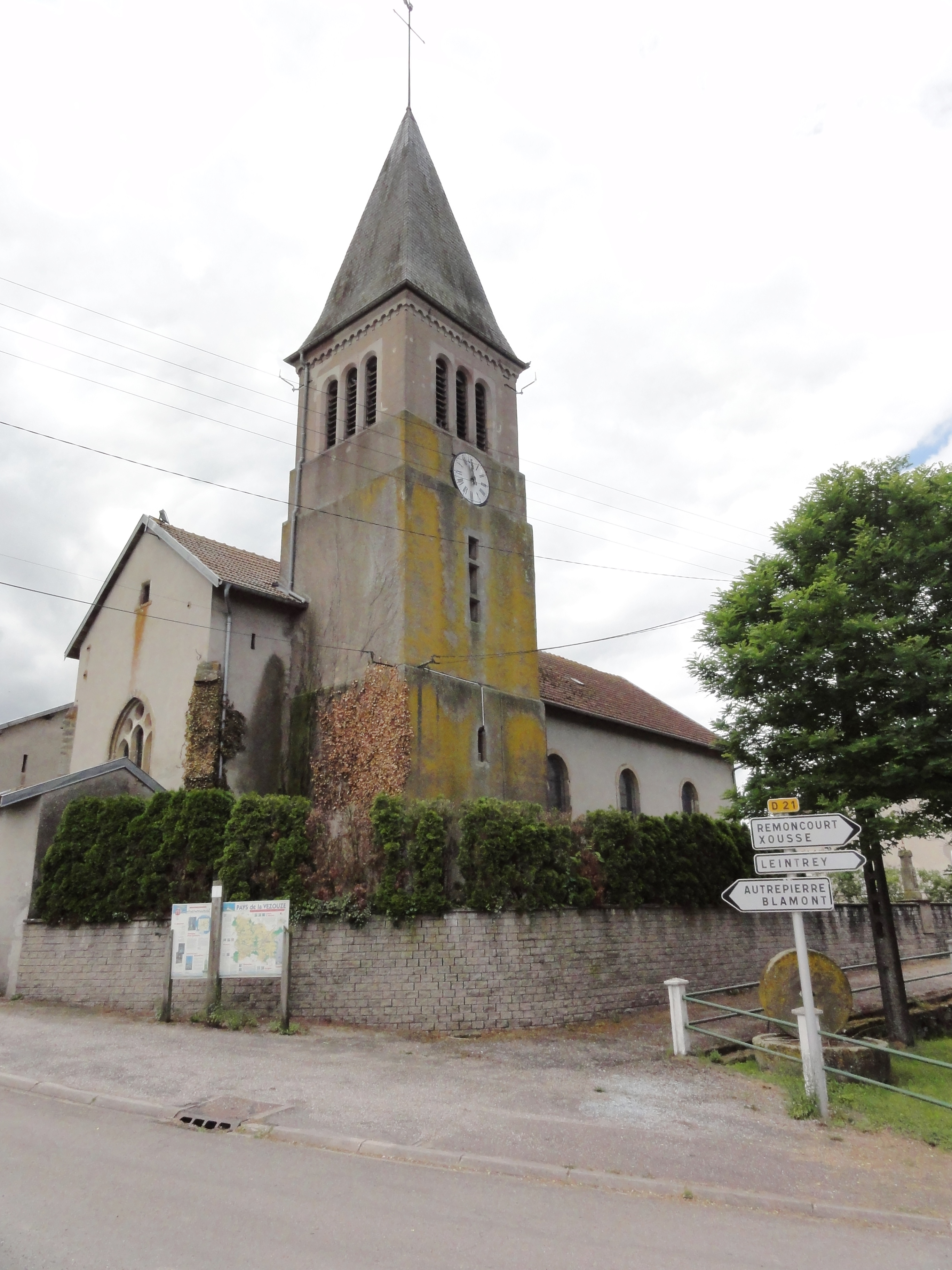
Kirche Saint-Clément
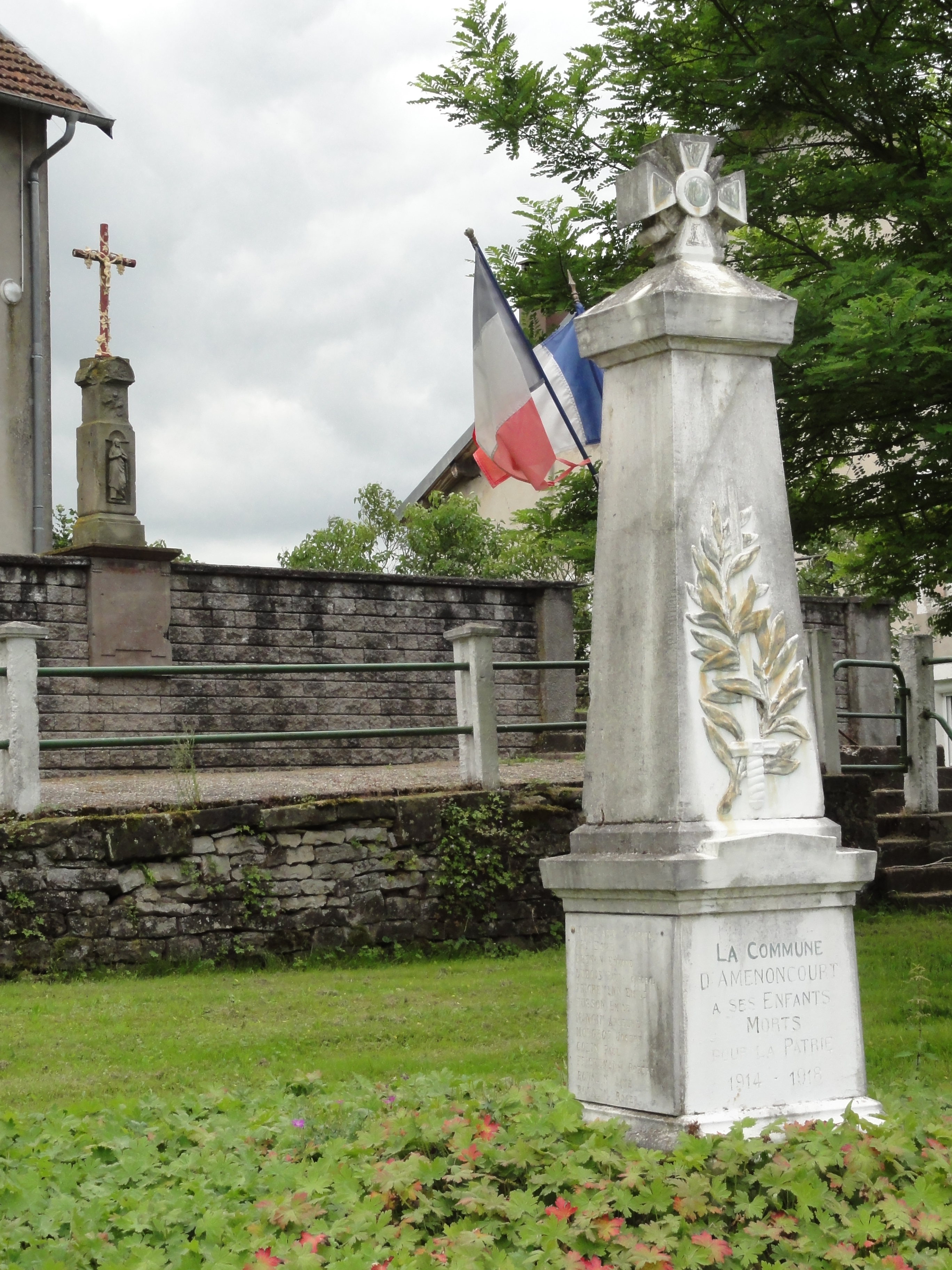
Kriegerdenkmal und Kalvarie
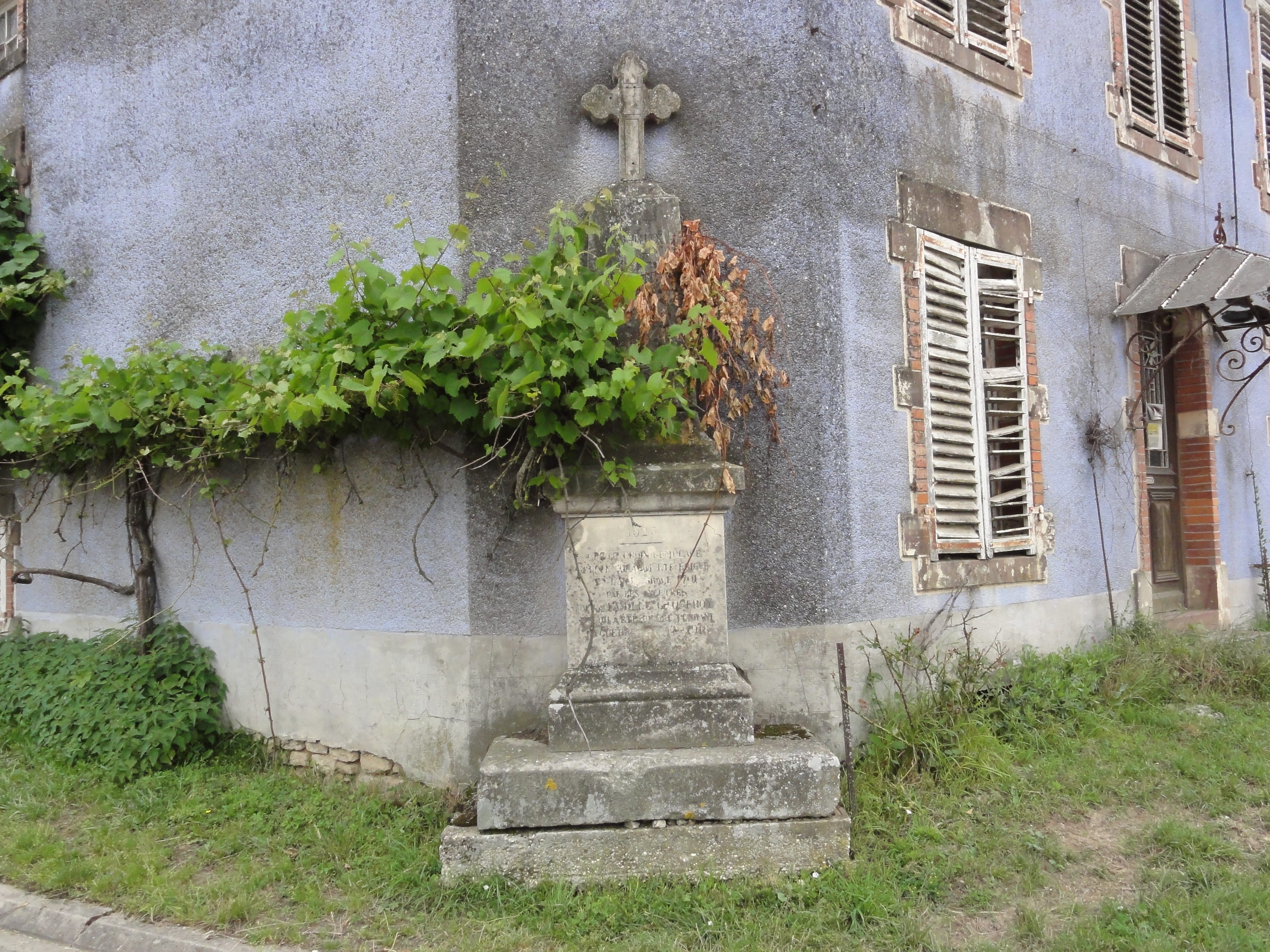
Wegekreuz
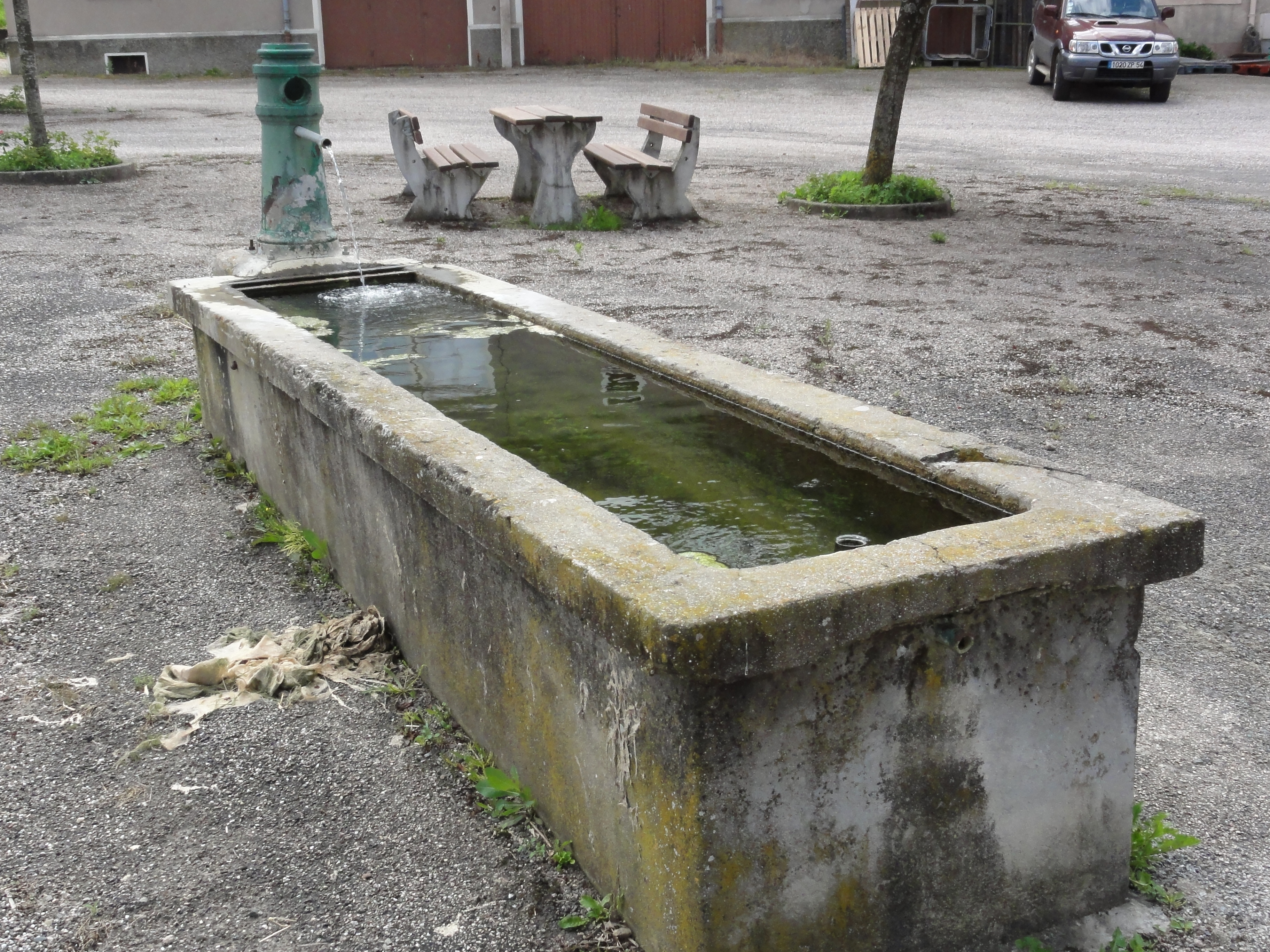
Brunnen